# سيما رمضان أوغلي
سيما رمضان أوغلي (بالتركية: Sema Ramazanoğlu) (25 أغسطس 1959 -) سياسية تركية من حزب العدالة والتنمية، شغلت منصب وزيرة الأسرة والمجتمع في الحكومة الثالثة لرئيس الوزراء أحمد داود أوغلي منذ 24 نوفمبر 2015 حتى 24 مايو 2016. وتُعتبر ثاني وزيرة في مجلس الوزراء التركي ترتدي الحجاب بعد سلفتها عائشة غورجان، وهي عضو في البرلمان عن دائرة دنيزلي منذ الانتخابات العامة في 1 نوفمبر 2015.
وكانت قد شغلت منصب مستشار زعيم حزب العدالة والتنمية رجب طيب أردوغان من 2003 إلى 2009، بالإضافة إلى كونها أحد مؤسسي حزب العدالة والتنمية.